# Nvidia Tegra

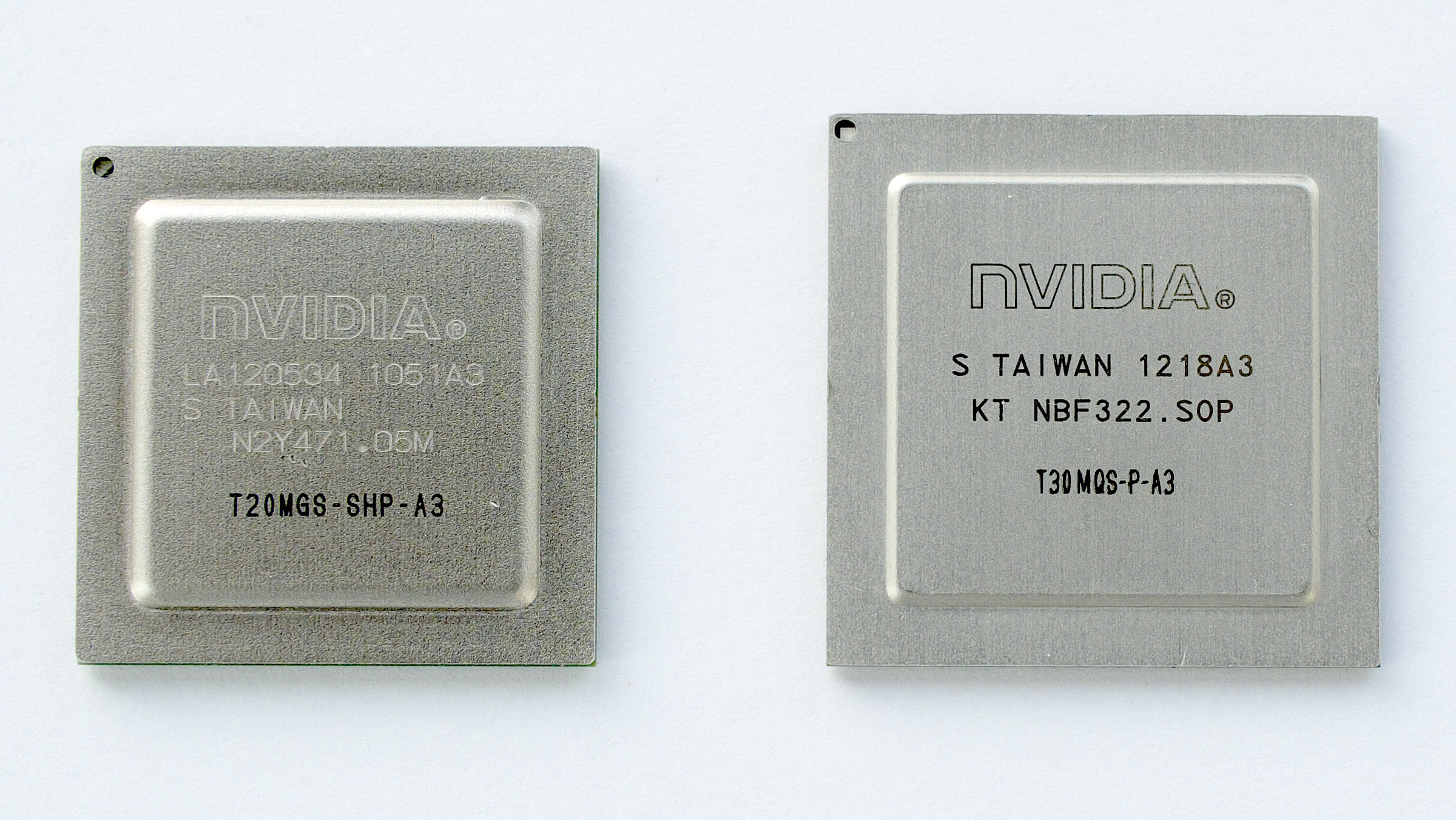
NVIDIA Tegra T20 (Tegra 2) e T30 (Tegra 3).

NVIDIA Tegra é uma série de system-on-a-chip para dispositivos móveis da NVIDIA. Eles são empregados em smartphones, PDAs e tablets. Os processadores Tegra utilizam a arquitetura ARM onde se encontra CPU, GPU, northbridge, southbridge e controlador de memória num único empacotamento. O foco destes processadores é o baixo consumo de energia e alta performance para áudio e vídeo.

## História
O Tegra APX 2500 foi anunciado em 12 de Fevereiro de 2008, a linha Tegra 6xx foi revelada em 2 de Junho de 2008, e o Tegra APX 2600 foi anunciado em Fevereiro de 2009. A linha de processadores Tegra APX foram desenvolvidos para smartphones, enquanto os processadores Tegra 600 e 650 foram desenvolvidos para smartbooks e dispositivos de Internet Móvel.
O primeiro dispositivo lançado usando um processador Tegra, foi o player de mídia Zune HD, lançado em Setembro de 2009, seguido pela Samsung M1. O primeiro celular a usar os processadores Tegra, foi o Microsoft KIN; porém, não possuía uma loja de aplicativos, fazendo com que o poder dos processadores Tegra não possuíssem vantagem de seus concorrentes.
Em Setembro de 2008, a NVIDIA e a Opera Software anunciaram o desenvolvimento de uma versão otimizada do navegador Opera para os processadores Tegra, baseado nos sistemas operacionais Windows Mobile e Windows CE. Em 2009, na Mobile World Congress, a NVIDIA anunciou o suporte ao sistema operacional móvel Android para os processadores Tegra.
Em 7 de Janeiro de 2010, a NVIDIA anunciou e demonstrou a próxima geração dos processadores Tegra, o NVIDIA Tegra 250, na Consumer Eletronics Show. A NVIDIA suporta primariamente o Android no processador Tegra 2, mas a inicialização de outros sistemas operacionais com arquitetura ARM é possível, onde o bootloader é acessível. O suporte ao sistema operacional Ubuntu no Tegra 2, foi anunciado no fórum de desenvolvedores da NVIDIA.
A NVIDIA anunciou o primeiro processador quad-core, na Mobile World Congress na cidade de Barcelona, Espanha em 2011. Embora o processador possuísse o codinome Kal-El, foi lançado com o nome comercial de Tegra 3. Benchmarks prévios indicavam um ganho de performance considerável em comparação ao Tegra 2, e também o processador Tegra 3, foi usado em vários dispositivos lançados no segundo semestre de 2011.
Em Janeiro de 2012, a NVIDIA anunciou que a fabricante de automóveis, Audi, selecionou o processador Tegra 3, para uso em sistemas digitais de infoentrenimento e no painel digital. O processador será integrado em toda linha de automóveis da fabricante Audi, mundialmente em 2013.
Ainda em 2012, outra fabricante de automóveis, Tesla Motors, anunciou que começou a entregar o automóvel Model S, que contém dois processadores NVIDIA Tegra 3D (VCM). Um renderizando para a tela de 17 polegadas touch do sistema de infoentretenimento e o outro sendo usado para a tela de 12.3 polegadas do painel digital do veículo.

## Especificações

### Tegra APX
Tegra APX 2500
- Processador: ARM11 600 MHz MPCore (originalmente GeForce ULV)
  - suffix: APX (formalmente CSX)
- Memória: flash NOR ou NAND, Mobile DDR
- Gráficos: Processador de imagem (FWVGA 854×480 pixels)
  - Suporte a câmera de até 12 megapixels
  - Controlador para LCD com suporte a resolução de até 1280x1024
- Armazenamento: IDE para SSD
- Codecs de Vídeo: MPEG-4 AVC/H.264 e VC-1 para decodificação com resolução máxima de 720p
- Inclui suporte GeForce ULV para OpenGL ES 2.0, Direct3D Mobile e shaders programáveis
- Saídas: HDMI, VGA, Vídeo composto, S-Video, fone de ouvido 3.5mm, USB
- USB On-The-Go

Tegra APX 2600
- Suporte aprimorado a armazenamento flash NAND
- Codecs de Vídeo: [12]
  - Encodificação ou decodificação H.264 Baseline Profile 720p
  - Decodificação VC-1/WMV9 Advanced Profile 720p
  - Encodificação ou decodificação D-1 MPEG-4 Simple Profile

### Tegra 6xx
Tegra 600
- Direcionado ao dispositivos GPS e sistemas automotivos
- Processador: ARM11 700MHz MPCore
- Memória: DDR de baixa voltagem (DDR-333, 166MHz)
- SXGA, HDMI, USB, fone de ouvido 3.5mm
- Suporte a câmera HD 720p

Tegra 650
- Direcionado a dispositivos móveis e notebooks
- Processador: ARM11 800MHz MPCore
- DDR de baixa voltagem (DDR-400, 200MHz)
- Processamento de imagem HD para câmera digital avançada e funções de gravação HD
- Suporte a resolução 1080p/24qps, HDMI v1.3, WSXGA+ LCD e CRT e saída NTSC/PAL TV
- Suporte completo a (BSP) para permitir a rápida colocação no mercado de projetos baseados no Windows Mobile

### Tegra 2

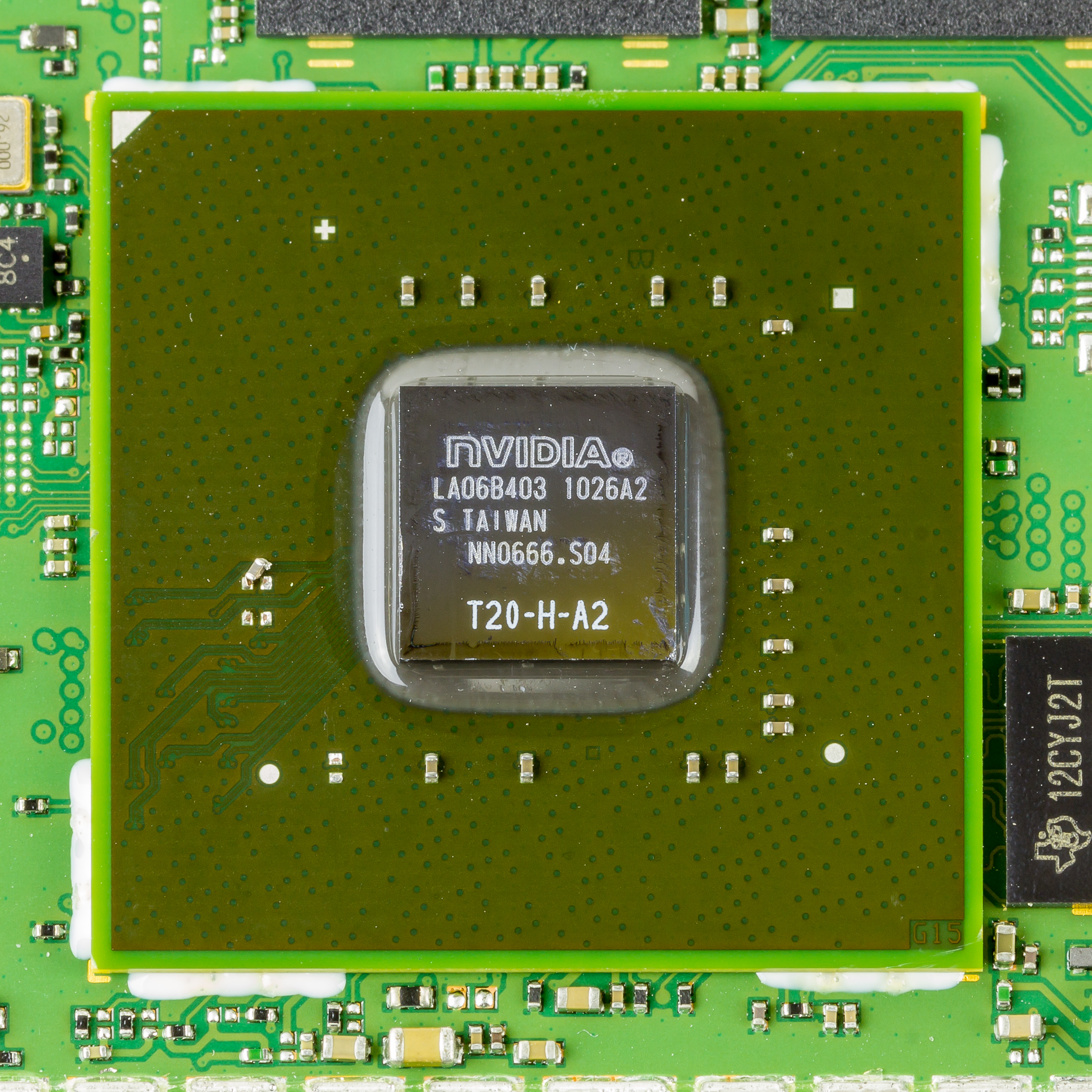
nvidia Tegra 2 T20

Segunda geração dos processadores Tegra, contém uma CPU dual-core ARM-Cortex A9 (sem a extensão Advanced SIMD--NEON), uma GPU ULV GeForce com 4 pixels shaders + 4 vertex shaders, um controlador de memória single-channel 32-bit com suporte a LPDDR2-600 ou DDR2-667, cache L1 de 32/32KB por core e 1MB de cache L2 compartilhada. Há também uma versão com suporte a displays 3D; esta versão uma CPU e GPU com clock mais alto. Infelizmente os codecs de vídeos não foram atualizados desde o primeiro processador Tegra, trazendo uma péssima exibição de vídeos em HD e suporte a formatos antigos. Os codecs de vídeos são capazes de decodificar formatos HD com o Baseline profile com o qual está obsoleto e nunca foi usado para encodificação de vídeos HD para a Web. Teste comprovaram que tablets equipados com processadores Tegra 2 não conseguem decodificar a maioria dos vídeos em HD do Youtube suavemente sem um software altamente otimizado.
Características comuns:
- CPU dual-core ARM Cortex-A9 com conjunto de instruções ARMv7
- GPU octa-core GeForce ULV (4 pixel shaders + 4 vertex shaders)
- Tecnologia 40nm

| Modelo                    | CPU     | GPU     | RAM                                                                             | Disponibilidade | Dispositivos equipados |
| ------------------------- | ------- | ------- | ------------------------------------------------------------------------------- | --------------- | --- |
| Tegra 250 AP20H (Ventana) | 1 GHz   | 300 MHz | 32-bit single-channel 300 MHz LPDDR2 (2.4 GB/sec) or 333 MHz DDR2 (2.66 GB/sec) | Q1 2010         | Motorola Atrix 4G, Motorola Droid X2, Motorola Photon, LG Optimus 2X / LG Optimus Dual P990 / Optimus 2x SU660 (?), Samsung Galaxy R, Samsung Captivate Glide, ZTE Mimosa X, Micromax Superfone A85, LG Optimus X2, Acer Iconia Tab A200 e A500, LG Optimus Pad, Motorola Xoom, Sony Tablet S, Dell Streak 7, Dell Streak Pro, Asus Slider, Toshiba Thrive tablet, T-Mobile G-Slate |
| Tegra 250 T20 (Harmony)   | 1 GHz   | 333 MHz | 32-bit single-channel 300 MHz LPDDR2 (2.4 GB/sec) or 333 MHz DDR2 (2.66 GB/sec) | Q1 2010         | Avionic Design Tamonten Processor Board, Exper EasyPad, Notion Ink Adam tablet, Olivetti OliPad 100, Point of View Mobii 10.1, ViewSonic G Tablet, ViewSonic ViewPad 10s, ASUS Eee Pad Transformer, Samsung Galaxy Tab 10.1, Toshiba AC100, Toshiba Folio 100, Advent Vega, Hannspree Hannspad, Aigo n700, CompuLab Trim-Slice nettop, E-Noa Interpad, Malata Tablet Zpad, MSI tablet, Toradex Colibri Tegra 2, Lenovo IdeaPad Tablet K1, Lenovo ThinkPad Tablet, Velocity Micro Cruz Tablet L510, Zyrex Onepad SP1110, Zyrex Onepad SP1113G, Acer Iconia Tab A100 |
| Tegra 250 3D AP25         | 1.2 GHz | 400 MHz | 32-bit single-channel 300 MHz LPDDR2 (2.4 GB/sec) or 333 MHz DDR2 (2.66 GB/sec) | Q1 2011         | Fusion Garage Grid 10[carece de fontes?] |
| Tegra 250 3D T25          | 1.2 GHz | 400 MHz | 32-bit single-channel 300 MHz LPDDR2 (2.4 GB/sec) or 333 MHz DDR2 (2.66 GB/sec) | Q1 2011         | |